# Крафін

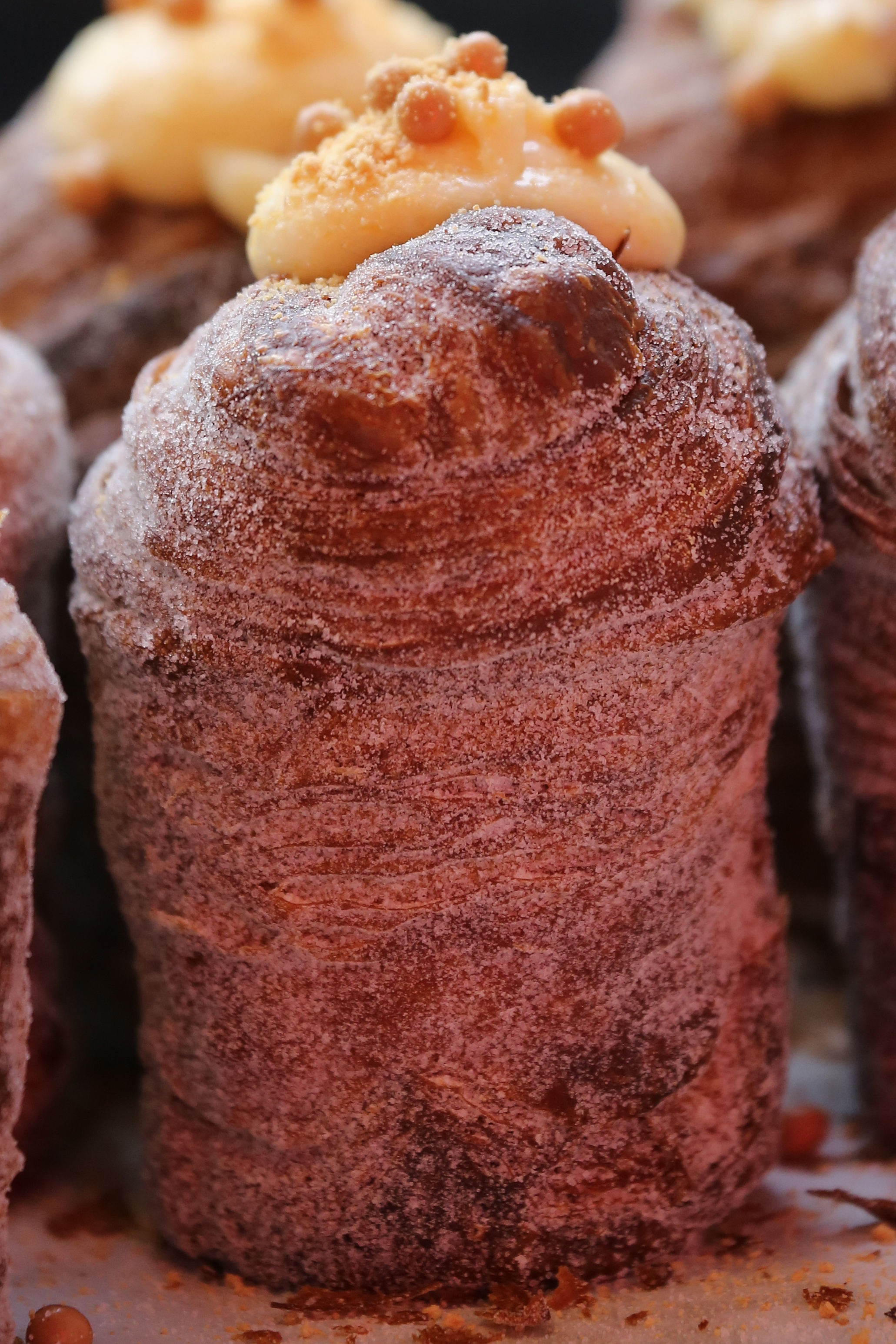
Крафін з кондитерської Mr. Holmes Bakehouse

Крафін — випічка, гібрид листкового круасана і мафіна. В основі — здобне дріжджове тісто. Крафін печеться з листкового тіста, змащеного розм'якшеним маслом. Як прошарок і прикраси використовуються сухофрукти (родзинки, курага, чорниця, журавлина), горіхи, цукрова пудра. Начинками також можуть служити карамель, полуничний, молочний крем, або горіхова олія.

## Історія
Вважається, що перший крафін був створений у 2013 році кулінаром Кейт Рейд з кондитерської Lune Croissanterie у Мельбурні, Австралія. За короткий час крафін набрав величезну популярність у світі. Його винахід у кулінарному світі часом порівнюють з «ефектом вибуху бомби». У США крафін був популяризований і у 2014 році зареєстрований під торговою маркою в закладі Mr. Holmes Bakehouse, Сан-Франциско, зусиллями австралійського кондитера Рі Стівена і співвласника закладу Аарона Каддела. Як стверджує Стівен, у березні 2015 року в заклад проник злодій, і 230 рецептів, в тому числі рецепти крафіна, були вкрадені. Інші речі, такі як гроші, обладнання для випічки, iPad, комп'ютери, залишилися недоторканими. У пограбуванні Стівен підозрює конкурентів і не думає, що їм допомагав хтось із його співробітників. Цікаво, що пограбування лише додало популярності пекарні.
Назва «крафін» (Cruffin) є поєднанням слів «круасан» (Croissant) і «мафін» (Muffin).

### Паска-крафін

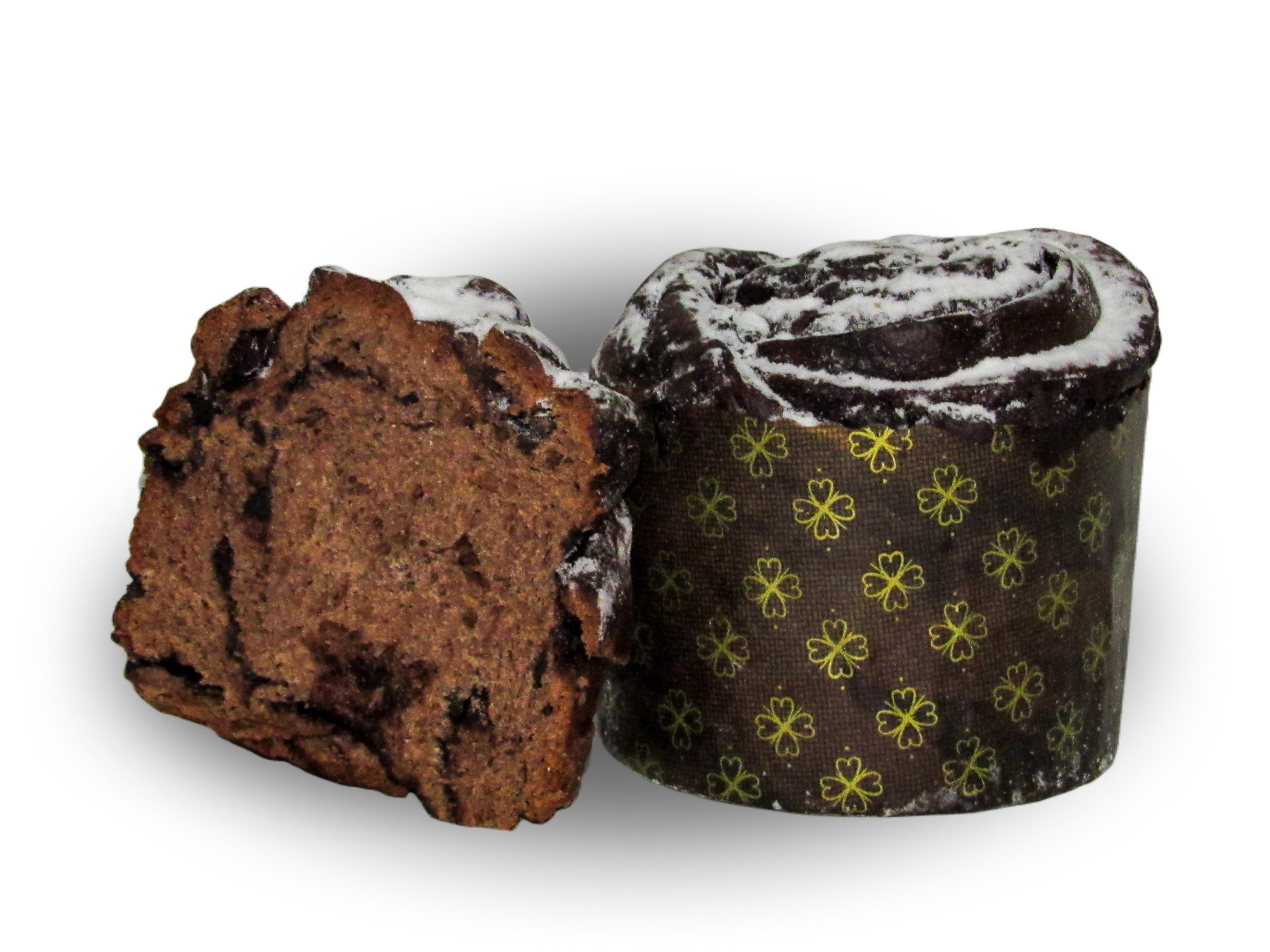
Паска-крафін

Рецепт крафіна був адаптований для випічки традиційної православної паски. Ймовірно, така ідея була навіяна витягнутою формою крафіна, що нагадує паску або невелику пасочку. Після цього паска-крафін стала одним з найпопулярніших видів пасхальної випічки.